# Guglielmo Enrico di Nassau-Usingen
Principe Guglielmo Enrico di Nassau-Usingen ('s-Hertogenbosch, 2 maggio 1684 – Usingen, 14 febbraio 1718) fu dal 1702 al 1718 Principe di Nassau-Usingen.

## Genitori
Guglielmo Enrico era il figlio del Principe Valeriano di Nassau-Usingen e di sua moglie, Catherine Françoise, comtesse de Croÿ-Roeulx

## Matrimonio e figli
Guglielmo Enrico sposò il 15 aprile 1706 Carlotta Amalia (1680–1738), una figlia di Enrico, Principe di Nassau-Dillenburg. Ebbero nove figli; cinque figli morirono entro il primo anno: Enrico (1708–1708), Amalia (1709–1709), Guglielmo (1710–1710), Luigi (1714–1714) e Giovanna (1715–1716). Quattro figli raggiunsero l'età adulta:
- Francesca (1707–1750)
- Carlo, Principe di Nassau-Usingen (1712–1775)
- Hedwig (1714–1786)
- Guglielmo Enrico, Principe di Nassau-Saarbrücken (1718–1768)

Dopo la sua morte nel 1718 successe il figlio minorenne Carlo come principe di Nassau-Usingen. Carlotta Amalia, regnò come reggente fino a quando Carlo raggiunse la maggiore età.

## Eredità
Nel 1707, Guglielmo Enrico fondò il villaggio di Wilhemsdorf, che da lui prende il nome. Fu annessa dalla vicina Usingen nel 1972.

## Carriera militare
Come suo padre, Guglielmo Enrico ebbe una carriera nell'esercito olandese. Nel 1691, diventò un capitano. Dal 1701 al 1707, fu colonnello del Reggimento Vallone. Fu ferito nella Battaglia di Ekeren il 30 giugno 1703.

## Ascendenza
|                                                   |                                                            |                                                                 | Genitori                                           |  |  | Nonni |  |  | Bisnonni                            |  |  | Trisnonni                          |  |
|                                                   |                                                            |                                                                 |                                                    |  |  |       |  |  | Ludwig II, conte di Nassau-Weilburg |  |  | Albrecht, conte di Nassau-Weilburg |  |
|                                                   |                                                            |                                                                 |                                                    |  |  |       |  |  | Ludwig II, conte di Nassau-Weilburg |  |  | Albrecht, conte di Nassau-Weilburg |  |
|                                                   |                                                            | Anna von Nassau-Dillenburg                                      |                                                    |  |  |       |  |  | Ludwig II, conte di Nassau-Weilburg |  |  |                                    |  |
| Wilhelm Ludwig, conte di Nassau-Saarbrücken       |                                                            |                                                                 |                                                    |  |  |       |  |  | Ludwig II, conte di Nassau-Weilburg |  |  |                                    |  |
|                                                   |                                                            | Anna Maria von Hessen-Kassel                                    | Wilhelm IV, langravio d'Assia-Kassel               |  |  |       |  |  |                                     |  |  |                                    |  |
|                                                   |                                                            | Anna Maria von Hessen-Kassel                                    | Wilhelm IV, langravio d'Assia-Kassel               |  |  |       |  |  |                                     |  |  |                                    |  |
|                                                   |                                                            | Anna Maria von Hessen-Kassel                                    | Sabine von Württemberg                             |  |  |       |  |  |                                     |  |  |                                    |  |
| Walrad, conte di Nassau-Usingen                   |                                                            | Anna Maria von Hessen-Kassel                                    |                                                    |  |  |       |  |  |                                     |  |  |                                    |  |
|                                                   |                                                            | Georg Friedrich, margravio di Baden-Durlach                     | Karl II, margravio di Baden-Durlach                |  |  |       |  |  |                                     |  |  |                                    |  |
|                                                   |                                                            | Georg Friedrich, margravio di Baden-Durlach                     | Karl II, margravio di Baden-Durlach                |  |  |       |  |  |                                     |  |  |                                    |  |
|                                                   |                                                            | Georg Friedrich, margravio di Baden-Durlach                     | Anna von Pfalz-Veldenz                             |  |  |       |  |  |                                     |  |  |                                    |  |
| Anna Amalia von Baden-Durlach                     |                                                            | Georg Friedrich, margravio di Baden-Durlach                     |                                                    |  |  |       |  |  |                                     |  |  |                                    |  |
|                                                   |                                                            | Juliane Ursula zu Salm-Neufville                                | Friedrich I, conte di Salm-Neufville               |  |  |       |  |  |                                     |  |  |                                    |  |
|                                                   |                                                            | Juliane Ursula zu Salm-Neufville                                | Friedrich I, conte di Salm-Neufville               |  |  |       |  |  |                                     |  |  |                                    |  |
|                                                   |                                                            | Juliane Ursula zu Salm-Neufville                                | Franziska von Salm                                 |  |  |       |  |  |                                     |  |  |                                    |  |
| Wilhelm Heinrich, principe di Nassau-Usingen      |                                                            | Juliane Ursula zu Salm-Neufville                                |                                                    |  |  |       |  |  |                                     |  |  |                                    |  |
|                                                   | Claude de Croÿ, signore di Creseques, Clarques e Rebecques | Eustache I de Croÿ, signore di Creseques, Clarcques e Rebecques |                                                    |  |  |       |  |  |                                     |  |  |                                    |  |
|                                                   | Claude de Croÿ, signore di Creseques, Clarques e Rebecques | Eustache I de Croÿ, signore di Creseques, Clarcques e Rebecques |                                                    |  |  |       |  |  |                                     |  |  |                                    |  |
|                                                   | Claude de Croÿ, signore di Creseques, Clarques e Rebecques | Anne van Northout, baronessa di Baaigem                         |                                                    |  |  |       |  |  |                                     |  |  |                                    |  |
| Eustache II de Croÿ, conte di Roeulx              | Claude de Croÿ, signore di Creseques, Clarques e Rebecques |                                                                 |                                                    |  |  |       |  |  |                                     |  |  |                                    |  |
|                                                   |                                                            | Anne d'Estourmel, signora di Guinegate                          | Jean d'Estourmel, barone di Doulieu                |  |  |       |  |  |                                     |  |  |                                    |  |
|                                                   |                                                            | Anne d'Estourmel, signora di Guinegate                          | Jean d'Estourmel, barone di Doulieu                |  |  |       |  |  |                                     |  |  |                                    |  |
|                                                   |                                                            | Anne d'Estourmel, signora di Guinegate                          | Florence de La Viéville, signora di Mamez ed Anvin |  |  |       |  |  |                                     |  |  |                                    |  |
| Catherine Françoise de Croÿ-Roeulx                |                                                            | Anne d'Estourmel, signora di Guinegate                          |                                                    |  |  |       |  |  |                                     |  |  |                                    |  |
|                                                   |                                                            | Wilhelm Kettler, signore di Lage                                | Dietrich Kettler, signore di Lage e Schüttorf      |  |  |       |  |  |                                     |  |  |                                    |  |
|                                                   |                                                            | Wilhelm Kettler, signore di Lage                                | Dietrich Kettler, signore di Lage e Schüttorf      |  |  |       |  |  |                                     |  |  |                                    |  |
|                                                   |                                                            | Wilhelm Kettler, signore di Lage                                | Theodora van Bronckhorst-Batenburg                 |  |  |       |  |  |                                     |  |  |                                    |  |
| Theodora Gertrud Maria Kettler, baronessa di Lage |                                                            | Wilhelm Kettler, signore di Lage                                |                                                    |  |  |       |  |  |                                     |  |  |                                    |  |
|                                                   |                                                            | Elisabeth van Bronckhorst-Batenburg                             | Jacob van Bronckhorst-Batenburg, signore di Anholt |  |  |       |  |  |                                     |  |  |                                    |  |
|                                                   |                                                            | Elisabeth van Bronckhorst-Batenburg                             | Jacob van Bronckhorst-Batenburg, signore di Anholt |  |  |       |  |  |                                     |  |  |                                    |  |
|                                                   |                                                            | Elisabeth van Bronckhorst-Batenburg                             | Gertrud von Millendonk                             |  |  |       |  |  |                                     |  |  |                                    |  |
|                                                   |                                                            | Elisabeth van Bronckhorst-Batenburg                             |                                                    |  |  |       |  |  |                                     |  |  |                                    |  |